# Чьєрна Легота (округ Рожнява)
Чьєрна Легота (словац. Čierna Lehota) — село в окрузі Рожнява Кошицького краю Словаччини, історична область Гемера. Площа села 31,86 км². Станом на 31 грудня 2016 року в селі проживало 660 жителів.
Неподалік розташована гора Століца.

## Історія
Перші згадки про село датуються 1389 роком.

## Населення
| Рік:            | 1994. | 2004.   | 2014.    | 2024.    |
| --------------- | ----- | ------- | -------- | -------- |
| Кількість осіб: | 620   | 582     | 662      | 567      |
| Різниця:        |       | -6,12 % | +13,74 % | -14,35 % |

| Рік:            | 2023. | 2024.   |
| --------------- | ----- | ------- |
| Кількість осіб: | 579   | 567     |
| Різниця:        |       | -2,07 % |